# OR1E1
OR1E1 (англ. Olfactory receptor family 1 subfamily E member 1) – білок, який кодується однойменним геном, розташованим у людей на короткому плечі 17-ї хромосоми. Довжина поліпептидного ланцюга білка становить 314 амінокислот, а молекулярна маса — 35 264.
| 10         |  | 20         |  | 30         |  | 40         |  | 50         |
| ---------- |  | ---------- |  | ---------- |  | ---------- |  | ---------- |
| MMGQNQTSIS |  | DFLLLGLPIQ |  | PEQQNLCYAL |  | FLAMYLTTLL |  | GNLLIIVLIR |
| LDSHLHTPMY |  | LFLSNLSFSD |  | LCFSSVTIPK |  | LLQNMQNQDP |  | SIPYADCLTQ |
| MYFFLLFGDL |  | ESFLLVAMAY |  | DRYVAICFPL |  | HYTAIMSPML |  | CLALVALSWV |
| LTTFHAMLHT |  | LLMARLCFCA |  | DNVIPHFFCD |  | MSALLKLAFS |  | DTRVNEWVIF |
| IMGGLILVIP |  | FLLILGSYAR |  | IVSSILKVPS |  | SKGICKAFST |  | CGSHLSVVSL |
| FYGTVIGLYL |  | CSSANSSTLK |  | DTVMAMMYTV |  | VTPMLNPFIY |  | SLRNRDMKGA |
| LSRVIHQKKT |  | FFSL       |  |            |  |            |  |            |

A: Аланін

C: Цистеїн

D: Аспарагінова кислота

E: Глутамінова кислота

F: Фенілаланін

G: Гліцин

H: Гістидин

I: Ізолейцин

K: Лізин

L: Лейцин

M: Метіонін

N: Аспарагін

P: Пролін

Q: Глутамін

R: Аргінін

S: Серин

T: Треонін

V: Валін

W: Триптофан

Кодований геном білок за функціями належить до рецепторів, g-білокспряжених рецепторів, білків внутрішньоклітинного сигналінгу. 
Локалізований у клітинній мембрані.